# Eishockey-Nationalliga (Österreich) 1948/49
Die Saison 1948/49 war die 20. Austragung der österreichischen Eishockey-Meisterschaft, die vom ÖEHV organisiert wurde. Sie wurde erstmals in Form der Nationalliga durchgeführt, auch Staatsliga genannt. Die österreichische Meisterschaft gewann die Wiener Eissportgemeinschaft durch einen Finalerfolg über den Klagenfurter AC.

## Modus und Teilnehmer

### Modus
Auf einer Verbandstagung im Oktober 1948 wurde beschlossen, die Meisterschaft in Form von zwei Gruppen, der Nationalliga A und B, mit jeweils vier Mannschaften auszutragen. Als zweite Liga wurde die Erste Klasse mit drei regionalen Gruppen – West, Süd, Ost – eingerichtet.
Die beiden Gruppensieger der Nationalliga A und B spielen um den Titel „österreichischer Eishockeymeister 1948/49“ im Hin- und Rückspiel. Die Letztplatzierten beider Nationalligagruppen steigen in die ihrem Standort entsprechende Liga ab. Die drei Gruppensieger Süd, Ost, West spielen untereinander in Hin- und Rückspiel um den Aufstieg in die Nationalliga, den die zwei Erstplatzierten erreichen.

### Teilnehmer
| Gruppe A - Wiener Eissportgemeinschaft - Innsbrucker Eislaufverein - Kitzbüheler Sportverein - Wiener Verkehrsbetriebe (Straßenbahn) | Gruppe B - EK Engelmann - SV Leoben - Klagenfurter AC - Schwarz-Weiß Westbahn |

Im November 1948 wurde eine Spielgemeinschaft des WEV und EKE gegründet, bei der die besten Spieler beider Mannschaften als Wiener Eissportgemeinschaft I (WEG I) und die weiteren Spieler als WEG II auflaufen sollten. Aufgrund von Regularien des ÖEHV bezüglich der Spielberechtigung von zweiten Mannschaften trat letztlich die Wiener Eissportgemeinschaft in der Gruppe A (mit den besten Spielern beider Vereine, die auch die Nationalmannschaft bildeten), und der EK Engelmann separat in der Gruppe B an.

## Gruppe A

### Spiele
| 23. Dezember 1948 | Innsbrucker EV | 11:3 (5:2, 3:1, 3:0) | EV Kitzbühel | Innsbruck |

| 2. Januar 1949 | WEG Juhn (4) Walter (2) Schneider Föderl Böhm Potucek Hafner | 11:2 (4:1, 5:0, 2:1) Spielbericht | Straßenbahner SV Pühringer Arthaber | Heumarkt, Wien |

| 8. Januar 1949 | EV Kitzbühel Seidenmoser Jedlicka Föger | 3:17 (1:5, 1:4, 1:6) | WEG Wurmbrand 4 Walter 4 Specht 4 Schneider Feistritzer Böhm 2 c.s.c. | Kitzbühel |

| 9. Januar 1949 | EV Kitzbühel Miklos (2) | 2:8 (0:3, 1:2, 1:3) Spielbericht | WEG Specht (3) Wurmbrand (3) Walter Juhn | Kitzbühel Zuschauer: 2000 |

| 11. Januar 1949 | Innsbrucker EV Böhm (3) Feistritzer (2) und Wurmbrand (2) | 3:7 (1:1, 0:4, 2:2) Spielbericht | WEG Schmidt (3) | Innsbruck Zuschauer: 4000 |

| 12. Januar 1949 | Innsbrucker EV Bock | 1:2 (0:0, 1:1, 0:1) | WEG Schneider, Specht | Innsbruck |

| 17. Januar 1949 | EV Kitzbühel | 11:1 | Straßenbahner SV |  |

| 18. Januar 1949 | EV Kitzbühel | 11:4 | Straßenbahner SV |  |

| 23. Januar 1949 | EV Kitzbühel | 1:1 | Innsbrucker EV |  |

| 29. Januar 1949 | Innsbrucker EV Willi Schmidt (13) | 22:2 (7:1, 5:0, 10:1) | Straßenbahner SV |  |

| 30. Januar 1949 | Innsbrucker EV | 17:6 (8:1, 6:4, 3:1) | Straßenbahner SV |  |

### Tabelle
| Pl. |                  | Sp | S | U | N | Tore  | Punkte |
| 1.  | WEG              | 5  | 5 | 0 | 0 | 45:11 | 10     |
| 2.  | Innsbrucker EV   | 5  | 3 | 0 | 2 | 54:20 | 6      |
| 3.  | EV Kitzbühel     | 5  | 2 | 0 | 3 | 30:41 | 4      |
| 4.  | Straßenbahner SV | 5  | 0 | 0 | 5 | 15:72 | 0      |

Gruppensieger, Abstieg

## Gruppe B

### Spiele
| 22. Dezember 1948 | EK Engelmann | 9:5 | Schwarz-Weiß Westbahn |  |

| 25. Dezember 1948 20.15 Uhr | ATUS Leoben-Donawitz Becker (3) M. Holzer KofLer | 5:10 (1:3, 1:6, 3:1) Spielbericht | EK Engelmann | Eisplatz im Stadtpark, Leoben |

| 11. Januar 1949 20:30 Uhr | EK Engelmann Zehetmayer | 1:4 (0:2, 0:2, 1:0) Spielbericht | Klagenfurter AC Springer Wagner Gosnik (2) | Kunsteisbahn Engelmann, Wien Zuschauer: 200 |

| 15. Januar 1949 20:00 Uhr | Klagenfurter AC Gosnik (3) Wagner (3) Egger (2) Suchoparek (2) Schneider Seidler | 12:1 (6:0, 4:0, 2:1) Spielbericht | Schwarz-Weiß-Westbahn Cech |  |

| 16. Januar 1949 20:00 Uhr | Klagenfurter AC Suchoparek (3) Schneider (3) Egger (2) Wagner Seidler Nusser Springer Gosnik | 13:3 (2:1, 5:2, 6:0) | Schwarz-Weiß-Westbahn Dechan (2) Mayer |  |

| 19. Januar 1949 20:00 Uhr | Klagenfurter AC | 7:1 | SV Leoben | Klagenfurt |

| 21. Januar 1949 | EK Engelmann Penitz (2) Dürrmayer II | 3:1 (2:0, 0:0, 1:1) | SV Leoben Holzer |  |

| 23. Januar 1949 | EK Engelmann | 0:0 (0:0, 0:0, 0:0) | Klagenfurter AC | Klagenfurt Zuschauer: 2000 |

| 29. Januar 1949 | SV Leoben | 5:1 | Schwarz-Weiß-Westbahn |  |

| 30. Januar 1949 | SV Leoben | 10:2 | Schwarz-Weiß-Westbahn |  |

### Tabelle
| Pl. |                       | Sp | S | U | N | Tore  | Punkte |
| 1.  | Klagenfurter AC       | 6  | 5 | 1 | 0 | 42:9  | 11     |
| 2.  | EK Engelmann          | 5  | 3 | 1 | 1 | 14:10 | 7      |
| 3.  | Schwarz-Weiß-Westbahn | 5  | 2 | 0 | 3 | 7:40  | 4      |
| 4.  | SV Leoben             | 4  | 0 | 0 | 4 | 10:26 | 0      |

Gruppensieger, Abstieg; Quelle: Spielergebnisse sowie Volkswille vom 25. Januar 1949

## Finale
| 25. Januar 1949 19:30 Uhr | WEG Walter Feistritzer (2) Rudolf Wurmbrand Albert Böhm | 4:1 (1:1, 3:0, 0:0) Spielbericht | Klagenfurter AC Wolfgang Gosnik | Heumarkt, Wien Zuschauer: 500 |

| 27. Januar 1949 | Klagenfurter AC Springer Wolfgang Gosnik Max Schneider | 3:2 (0:0, 0:1, 3:0) Spielbericht | WEG Friedrich Walter Hans Schneider | Eisstadion, Klagenfurt Zuschauer: 3.000–5.000 (je nach Quelle) |

Die Wiener Eissportgemeinschaft gewann damit die österreichische Meisterschaft aufgrund des besseren Torverhältnisses.

### Meisterkader
| Österreichischer Meister Wiener Eissportgemeinschaft | Alfred Huber, Veit – Friedrich Demmer, Rudolf Vojta, Franz Potucek, Kopecky, Willibald Stanek – Friedrich Walter, Rudolf Wurmbrand, August Specht; Hans Schneider, Walter Feistritzer, Albert Böhm, Julius Juhn, Herbert Föderl, Adolf Hafner |
| Vizemeister Klagenfurter AC                          | Robert Nusser – Emmerich Nusser, Seidler, Vlastimil Suchopárek, Schejbal, G. Springer, Wolfgang Gosnik, Egger, Schneider, Wagner |